# Lasteløber
En lasteløber er det stykke tov eller den stålwire der er fastgjort til lastekrogen og som bruges til at hejse gods om bord på et skib. Lasteløberen er ført via en blok i nokken af en bom eller kranarm til lastespillet, hvor løberen vikles op når godset hejses op.
|  | Denne artikel om noget teknisk eller videnskabeligt kan blive bedre, hvis der indsættes et (bedre) billede. Du kan hjælpe ved at afsøge Wikimedia Commons for et passende billede eller lægge et op på Wikimedia Commons med en af de tilladte licenser og indsætte det i artiklen. |

| Vandsport/vandtransport | Spire Denne vandsports- eller vandtransportsartikel er en spire som bør udbygges. Du er velkommen til at hjælpe Wikipedia ved at udvide den. |